# Rudra (Shiva)

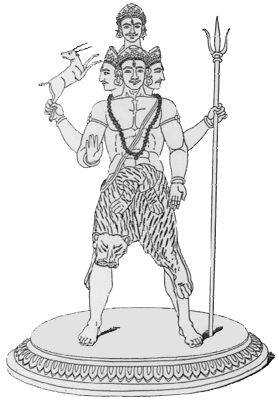
Rudra

Rudra is een god uit het hindoeïsme die voorkomt in de Rig Veda. Hij is de god van wind, storm en jacht en de personificatie van verschrikking. Rudra ging aan Shiva vooraf en werd als Shiva vriendelijk aangesproken om hem gunstig te stemmen. Rudra ging over in Shiva. Zijn echtgenote is Uma, (Sati, Ambika, Parvati, Haimauti), de goddelijke kennis of hemelse wijsheid. De Rudra's (Maruts) zijn stormgoden en de zonen van Rudra (Shiva).
Rudra stamt van rud (huilen) en hij is dan ook de Huiler of Bruller. Maar zijn naam wordt ook weergegeven als de Rode of de Wilde (de Verschrikkelijke). Rudra is boogschutter en de pijl is een belangrijk attribuut van de god. Hij is net als Shiva een genezer.
In de Rig Veda zijn drie hymnen aan Rudra gewijd. In de Yajur Veda wordt Rudra de zoon van hemel en aarde (Bhumi) genoemd.